# بازگشت به زمین‌های سبز
بازگشت به زمین‌های سبز (انگلیسی: Return to Green Acres) فیلمیست به کارگردانی ویلیام اشر و محصول سال ۱۹۹۰.